# Фонд развития трубной промышленности
Фонд развития трубной промышленности (НО «ФРТП», ФРТП) — некоммерческая лоббистская организация, представляющая участников российского трубного рынка в государственных органах Российской Федерации. Также предоставляет информационные и консультационные услуги по вопросам качества продукции трубной промышленности, организации сбыта продукции.
Создан 3 июня 1999 года и зарегистрирован в качестве некоммерческой организации 28 сентября 1999 года. Учредители — ОМК и её предприятия (Альметьевский трубный завод, Выксунский металлургический завод), ТМК и её предприятия (Волжский трубный завод, Северский трубный завод, Синарский трубный завод, Таганрогский металлургический завод), Группа ЧТПЗ и её предприятия (Первоуральский новотрубный завод, Челябинский трубопрокатный завод), Московский трубный завод «Филит».
Директор в 2003—2013 годы — Александр Дейнеко (1949—2013).
Считается, что деятельность фонда прямым образом мешала вступлению России во Всемирную торговую организацию, в частности, из-за того, что усилиями фонда были сформированы заградительные условия украинским поставщикам труб.
В 2007 году фонд добивался добровольного самоограничения поставок китайских труб, обратившись к Китайской ассоциации чугуна и стали с предложением установить квоты на поставку в Россию.
В 2009 году фонд с целью введения заградительных пошлин инициировал антидемпинговое расследование Министерства промышленности и торговли в отношении китайских поставщиков подшипниковых труб, которые оказались в полтора раза дешевле российских. В том же году фонд лоббировал запрет беспошлинного ввоза труб нефтегазового сортамента на поставку украинских труб большого диаметра, которые на 15-20 % дешевле, производимых на российских заводах. При этом по мнению руководителя антимонопольной службы Игоря Артемьева российские трубники контролировали 65—88 % рынка и конкуренция им не должна была помешать.